# Neacomys
Genre
Neacomys est un genre de rongeur de la famille des Cricétidés.

## Liste des espèces
Selon ITIS (26 décembre 2016) :
- Neacomys dubosti Voss, Lunde and Simmons, 2001
- Neacomys guianae Thomas, 1905
- Neacomys minutus Patton, da Silva and Malcolm, 2000
- Neacomys musseri Patton, da Silva and Malcolm, 2000
- Neacomys paracou Voss, Lunde and Simmons, 2001
- Neacomys pictus Goldman, 1912
- Neacomys spinosus (Thomas, 1882)
- Neacomys tenuipes Thomas, 1900